# Gloster Sparrowhawk
Gloster Sparrowhawk một loại máy bay tiêm kích của Anh vào đầu thập niên 1920.

## Biến thể
Sparrowhawk I
Sparrowhawk II
Sparrowhawk III

## Quốc gia sử dụng
Nhật Bản
- Hải quân Đế quốc Nhật Bản

## Tính năng kỹ chiến thuật (Sparrowhawk III)
Dữ liệu lấy từ The Complete Book of Fighters
Đặc điểm tổng quát
- Kíp lái: 1
- Chiều dài: 19 ft 8 in (5,99 m)
- Sải cánh: 27 ft 11 in (8,51 m)
- Chiều cao: 10 ft 6 in (3,20 m)
- Diện tích cánh: 270 ft² (25,1 m²)
- Kết cấu dạng cánh: RAF 15 [2]
- Trọng lượng rỗng: 1.850 lb (839 kg)
- Trọng lượng có tải: 2.165 lb (982 kg)
- Động cơ: 1 × Bentley BR2, 230 hp (172 kW)

 Hiệu suất bay 
- Vận tốc cực đại: 109 knot (125 mph, 201 km/h) trên mực nước biển
- Tầm bay: 261 nm (300 mi, 483 km)
- Trần bay: 16.900 ft.[3] (5.150 m)
- Tải trên cánh: 8,02 lb/ft² (39,1 kg/m²)
- Công suất/trọng lượng: 0,11 hp/lb (0,18 kW/kg)
- Leo lên độ cao 15.000 ft (4.600 m): 25,5 phút
- Thời gian bay: 3 giờ[3]

Trang bị vũ khí

- 2 Súng máy Vickers .303 in